# Kisdorf
Kisdorf là một đô thị ở huyện Segeberg, bang Schleswig-Holstein Segeberg, ở bang Schleswig-Holstein, Đức. Đô thị Kisdorf có diện tích 24,52 km², dân số thời điểm ngày 31 tháng 12 năm 2006 là 3580 người. Đô thị này có cự ly khoảng 30 km về phía bắc của Hamburg, và 15 km về phía bắc của Norderstedt. Kisdorf thuộc Amt ("đô thị tập thể") Kisdorf. Thủ phủ của Amt ở Kattendorf.